# Sergio Ortega y Noriega
Sergio Ortega Noriega (Ciudad de Aguascalientes, Aguascalientes, 7 de mayo de 1933 - Ciudad de México, 25 de mayo de 2015) fue un historiador mexicano que ocupó su atención en el quehacer historiográfico, el desarrollo metodológico de la historia regional; especialmente aplicada en la historia del noroeste novohispano y mexicano. Además de que impulsó en México, desde 1978 el desarrollo de la historia de las mentalidades. Fue investigador del Instituto de Investigaciones Históricas de la Universidad Nacional Autónoma de México. Galardonado por esa misma casa de estudios en 2006 con el Premio Universidad Nacional por sus contribuciones a las Ciencias Sociales.

## Formación y actividad académica
Antes de dedicarse a los quehaceres de la investigación histórica, Sergio Ortega Noriega obtuvo el título de ingeniero químico en la Escuela Nacional de Ciencias Químicas de la UNAM, y de manera simultánea, acreditó los cursos de verano que los respaldaron como profesor de Historia de la Escuela Normal Superior “Nueva Galicia” (Guadalajara).
Ingresó a la Facultad de Filosofía y Letras de la ya mencionada UNAM, donde obtuvo los grados de maestro en Historia de México y doctor en Historia, en los años de 1975 y 1977, respectivamente.
En 1975, se integró como profesor investigador del entonces llamado Departamento de Investigaciones Históricas del Instituto de Antropología e Historia, mismo que se encontraba ubicado en el Castillo de Chapultepec, centro de investigación, en el que fundó, coordinó y fungió como asesor académico e investigador, entre 1978 y 1998 de los trabajos del Seminario denominado Historia de las Mentalidades y Religión, hoy sólo conocido como de las Mentalidades.
El mismo Ortega y Noriega en su difusión para el desarrollo de esta corriente historiográfica, destaca que: 

La historia de las mentalidades ofrece perspectivas de gran interés al enriquecimiento del saber histórico, como el conocimiento de la posición concreta de los hombres ante sus circunstancias socio-económicas, el conocimiento a nivel de lo cotidiano de la manera como funcionaron las relaciones sociales y un acercamiento al estudio de los grandes grupos subalternos.
Ortega y Noriega

Resultados que se ven reflejados en las obras que han salido como producto de dicho seminario, al analizar, por ejemplo, dentro del periodo colonial las influencias de la Iglesia Católica sobre estratos subalternos de la sociedad novohispana.
Su gran interés por el estudio de la historia de Sinaloa, en particular, y por la del noreste mexicano, en lo general, Ortega y Noriega fundó junto con el también doctor Ignacio del Río Chávez, en el Instituto de Investigaciones Históricas de la UNAM, en 1979, el Seminario de Historia del Noroeste de México, mismo que se le cambió el nombre, poco tiempo después, por el de Seminario de Historia del Norte de México, del cual fue codirector hasta 1996, del que ahora es miembro distinguido.
Otra de las principales contribuciones de Sergio Ortega Noriega, a los estudios del Norte de México, (y del México en general) hablando desde el punto de vista historiográfico, metodológico y teórico, se encuentra en su propuesta sobre el desarrollo de la historia regional, o mejor dicho de historias regionales que expliquen su interrelación y su participación en el proceso de la historia nacional (general). Propuesta que cuestiona la periodización y el espacio geográfico representado en la historiografía tradicional, por lo que plantea que: 

Las diferencias geográficas, los diferentes niveles de cultura prehispánica, las diferentes modalidades que adoptaron la conquista y la colonización, y otros factores, ofrecen una base sólida para afirmar la existencia de estos procesos históricos particulares, que la historiografía nacional no puede ignorar. Se impone pues la conclusión de que debemos buscar un procedimiento historiográfico que destaque de manera más aceptable la correlación entre los hechos históricos y su espacio geográfico, que ponga en evidencia los procesos históricos particulares y con base a ellos explique el proceso histórico general.
Ortega y Noriega

Desde 1992 Sergio Ortega y Noriega formó parte del Seminario de Historia de las Comunidades Domésticas en el que participan investigadores del Instituto de Investigaciones Históricas y de la Facultad de Filosofía y Letras, así como de la Dirección de Estudios Históricos del INAH. Además de que actualmente desarrolla el Proyecto Historia Colonial de Sinaloa.